# 潘禮德
潘礼德（1964年4月18日—），柬埔寨纪录片导演、编剧。

## 生平
出生在金边，其父是教师。1975年，红色高棉攻占金边之后，他一家人及金边的其他居民都被强制迁移到农村进行劳动。在看到父母、兄弟姐妹和其他亲人因为过度劳动或者营养不良而死去之后，他在1979年逃到了泰国，后来去了法国巴黎，考入了高級電影研究學院，毕业后成为一名导演。
2003年，他导演了以红色高棉大屠杀为题材的纪录片《S-21：红色高棉杀人机器》，引起了全世界重大反响。
2013年，他导演了一部柬埔寨和法国的合拍片《消失的影像》，讲述了他和家人在金边幸福的童年、红色高棉进城后他们被送往农村强制劳动、家人纷纷死去的经历。影片还讲述了他在柬埔寨农村目睹的红色高棉的种种暴行。影片的一半内容由纪实影像组成，剩下的由泥偶代替人物表演。在这部纪录片中，有1976年2月中共中央政治局常委、“四人帮”之一的张春桥访问柬埔寨、会见波尔布特的影像片段。

## 作品
- 1989年：《場地2》（Site 2）
- 1990年：《我们這個時代的電影：蘇萊曼·西塞（法语：Cinéastes de notre temps）》（Cinéma de notre temps: Souleymane Cissé）
- 1991年：《柬埔寨：戰爭與和平（英语：Cambodia: Between War and Peace）》（Cambodge, entre guerre et paix）
- 1994年：《稻米人》（អ្នកស្រែ）
- 1996年：《博帕娜：柬埔寨的悲劇（英语：Bophana: A Cambodian Tragedy）》（Bophana, une tragédie cambodgienne）
- 1998年：
  - 《戰後的一夜》（រាត្រីមួយក្រោយសង្គ្រាម）
  - 《十部電影對抗一億一千萬顆地雷》（10 films contre 110 000 000 de mines；短片）
- 2000年：《遊魂之地》（La Terre des âmes errantes）
- 2001年：《破船》（Que la barque se brise, que la jonque s'entrouvre；電視電影）
- 2003年：
  - 《S-21：红色高棉杀人机器》）（S-21, la machine de mort Khmère rouge）
  - 《吳哥的人民》（Les Gens d'Angkor）
- 2005年：《被燒毁的劇院的演員們》（Les Artistes du théâtre brûlé）
- 2007年：《紙包不住火》（Le papier ne peut pas envelopper la braise）
- 2008年：《抵擋太平洋的堤壩（法语：Un barrage contre le Pacifique (film, 2008)）》（Un barrage contre le Pacifique）
- 2011年：
  - 《杜赫：煉獄魔王》（Duch, le maître des forges de l'enfer）
  - 《養殖遊戲（德语：Der Fang）》（Gibier d'élevage；電視電影）
- 2013年：《消失的影像》（L'image manquante）
- 2015年：《法國，我們的祖國》（La France est notre patrie）
- 2016年：《放逐（英语：Exile (2016 film)）》（Exil）
- 2017年：《他們先殺了我父親：柬埔寨女孩的回憶》（First They Killed My Father；監製）
- 2018年：《無名之墓》（Les Tombeaux sans noms）
- 2020年：《輻射》（Irradiés）
- 2022年：《一切安好》（Everything Will Be OK）
- 2024年：《約見波布》（Rendez-vous avec Pol Pot）

## 相关人物
- 春迈
- 万纳
- 狄·潘

## 外部連結
- Rithy Panh在互联网电影资料库（IMDb）上的資料（英文）
- Bophana: Audio Visual Resource Center – Cambodia （页面存档备份，存于）
- Rithy Panh Film Festival （页面存档备份，存于）
- Artist profile at Cannes Film Festival